# Premiul Viareggio
Premiul Viareggio este un premiu literar italian fondat în 1929 în orașul omonim de Leonida Rèpaci, Alberto Colantuoni și Carlo Salsa.

## Laureați
- 1930
  - Anselmo Bucci, Il pittore volante
  - Lorenzo Viani, Ritorno alla patria
- 1931 - Corrado Tumiati, I tetti rossi
- 1932 - Antonio Foschini, Le avventure di Villon
- 1933 - Achille Campanile, Cantilena all'angolo della strada
- 1934 - Raffaele Calzini, Segantini, romanzo della montagna
- 1935
  - Mario Massa, Un uomo solo
  - Stefano Landi, Il muro di casa
- 1936 - Riccardo Bacchelli, Il rabdomante
- 1937 - Guelfo Civinini, Trattoria di paese
- 1938
  - Vittorio G. Rossi, Oceano (Ocean)
  - Enrico Pea, La Maremmana
- 1939
  - Maria Bellonci, Lucrezia Borgia
  - Arnaldi Frateili, Clara fra i lupi
  - Orio Vergani, Basso profondo
- 1940 - 1945 - nu a fost decernat din cauza războiului
- 1946
  - Umberto Saba, Il Canzoniere (Songbook)
  - Silvio Micheli, Pane duro
- 1947 - Antonio Gramsci, Lettere dal Carcere
- 1948
  - Aldo Palazzeschi, I fratelli Cuccoli
  - Elsa Morante, Menzogna e sortilegio
- 1949 - Carlo A. Jemolo, Stato e Chiesa in Italia negli ultimi cento anni
- 1950 - Francisco Jovine, Le terre del sacramento
- 1950 - Carl Bernari, Speranzella
- 1951 - Domenico Rea, Gesù fate luce
- 1952 - Tommaso Fiore, Un popolo di formiche
- 1953 - Carlo Emilio Gadda, Novelle dal ducato in fiamme
- 1954 - Rocco Scotellaro, È fatto giorno
- 1955 - Vasco Pratolini, Metello
- 1956
  - Carlo Levi, Le parole sono pietre
  - Gianna Manzini, La Sparviera
- 1957 - Italo Calvino, Il barone rampante (premiu refuzat de Calvino)
- 1958 - Ernesto De Martino, Morte e pianto rituale nel mondo antico
- 1959 - Marino Moretti, Tutte le novelle
- 1960 - G. B. Angioletti, I grandi ospiti
- 1961 - Alberto Moravia, La noia
- 1962 - Giorgio Bassani, Il giardino dei Finzi Contini
- 1963 - Antonio Delfini, Racconti
- 1964 - Giuseppe Berto, Il male oscuro
- 1965 - Goffredo Parise, Il Padrone
- 1966 - Alfonso Gatto,  La storia delle vittime
- 1967 - Raffaello Brignetti, Il gabbiano azzurro
- 1968 - Libero Bigiaretti, La controfigura
- 1969 - Fulvio Tomizza, L'albero dei sogni
- 1970 - Nello Saito, Dentro e fuori
- 1971 - Ugo Attardi, L'erede selvaggio
- 1972 - Romano Bilenchi, Il bottone di Stalingrado
- 1973 - Achille Campanile, Manuale di conversazione
- 1974 - Clotilde Marghieri, Amati enigmi
- 1975 - Paolo Volponi, Il sipario ducale
- 1976 - Mario Tobino, La bella degli specchi
- 1977 - Davide Lajolo, Veder l'erba dalla parte delle radici
- 1978 - Antonio Altomonte, Dopo il presidente
- 1979 - Giorgio Manganelli, Centuria
- 1980 - Stefano Terra, Terra Le porte di ferro
- 1981 - Enzo Siciliano, La principessa e l'antiquario
- 1982 - Primo Levi, Se non ora, quando?
- 1983 - Giuliana Morandini, Caffè specchi
- 1984 - Gina Lagorio, Tosca dei gatti
- 1985 - Manlio Cancogni, Quella strana felicità
- 1986 - Marisa Volpi, Il maestro della betulla
- 1987 - Mario Spinella, Lettera da Kupjansk
- 1988 - Rosetta Loy, Le strade di polvere
- 1989 - Salvatore Mannuzzu, Mannuzzu Procedure
- 1990 - Luisa Adorno, Arco di luminara
- 1991 - A. De Benedetti, Se la vita non è vita
- 1992 - Luigi Malerba, Le pietre volanti
- 1993 - Alessandro Baricco, Oceano mare
- 1994
  - Ficțiune, Antonio Tabucchi, Sostiene Pereira
  - Poezie, Giovanni Raboni, Ogni terzo pensiero
  - Eseu, Chiara Frugoni, Francesco e l' invenzione delle stimmate
- 1995 - Maurizio Maggiani, Il coraggio del pettirosso
- 1996 - Ermanno Rea, Mistero napoletano
- 1997 - Claudio Piersanti, Luisa e il silenzio
- 1998 - Giorgio Pressburger, La neve e la colpa
- 1999 - Ernesto Franco, Vite senza fine
- 2000
  - Giorgio van Straten, Il mio nome a memoria
  - Sandro Veronesi, La forza del passato
- 2001
  - Nicolò Ammaniti, Io non ho paura
  - Michele Ranchetti, Verbale
  - Giorgio Pestelli, Canti del destino
- 2002
  - Ficțiune, Jaeggy Fleur, Proletarka
  - Poezie, Iolanda Insana, La stortura
  - Eseu, Alfonso Berardinelli,
- 2003
  - Ficțiune, Giuseppe Montesano, Di questa vita menzognera
- 2004
  - Ficțiune, Edoardo Albinati, Svenimenti
  - Eseu, Andrea Tagliapietra, La virtù crudele
  - Poezie, Livia Livi, Antifona
- 2005
  - Ficțiune, Raffaele La Capria, L'estro quotidiano
  - Eseu, Alberto Arbasino, Marescialle e libertini
  - Poezie, Milo de Angelis, Tema dell'addio
- 2006
  - Ficțiune, Gianni Celati, Vite di pascolanti
  - Eseu, Giovanni Agosti, Su Mantegna I
  - Poezie, Giuseppe Conte, Ferite e rifioriture
  - Debut, Roberto Saviano, Gomorra
- 2007
  - Ficțiune, Filippo Tuena, Ultimo parallelo
  - Eseu, Paolo Mauri, Buio
  - Poezie, Silvia Bre, Marmo
  - Debut - nu s-a acordat
- 2008
  - Ficțiune, Francesca Sanvitale, L'inizio è in autunno
  - Eseu, Miguel Gotor, Aldo Moro. Lettere dalla prigionia
  - Poezie, Eugenio De Signoribus, Poesie (1976 - 2007)
  - Debut - nu s-a acordat
- 2009:
  - Ficțiune, Edith Bruck, Quanta stella c'è nel cielo
  - Eseu, Adriano Prosperi, Giustizia bendata
  - Poezie, Ennio Cavalli, Libro Grosso
- 2010:
  - Ficțiune, Nicola Lagioia, Riportando tutto a casa
  - Eseu, Michele Emmer, Bolle di sapone. Tra arte e matematica
  - Poezie, Pierluigi Cappello, Mandate a dire all'Imperatore
- 2011:
  - Ficțiune, Alessandro Mari, Troppa umana speranza
  - Eseu, Mario Lavagetto, Quel Marcel! Frammenti dalla biografia di Proust
  - Poezie Gian Mario Villalta, Vanità della mente